# إنبثاق السفن

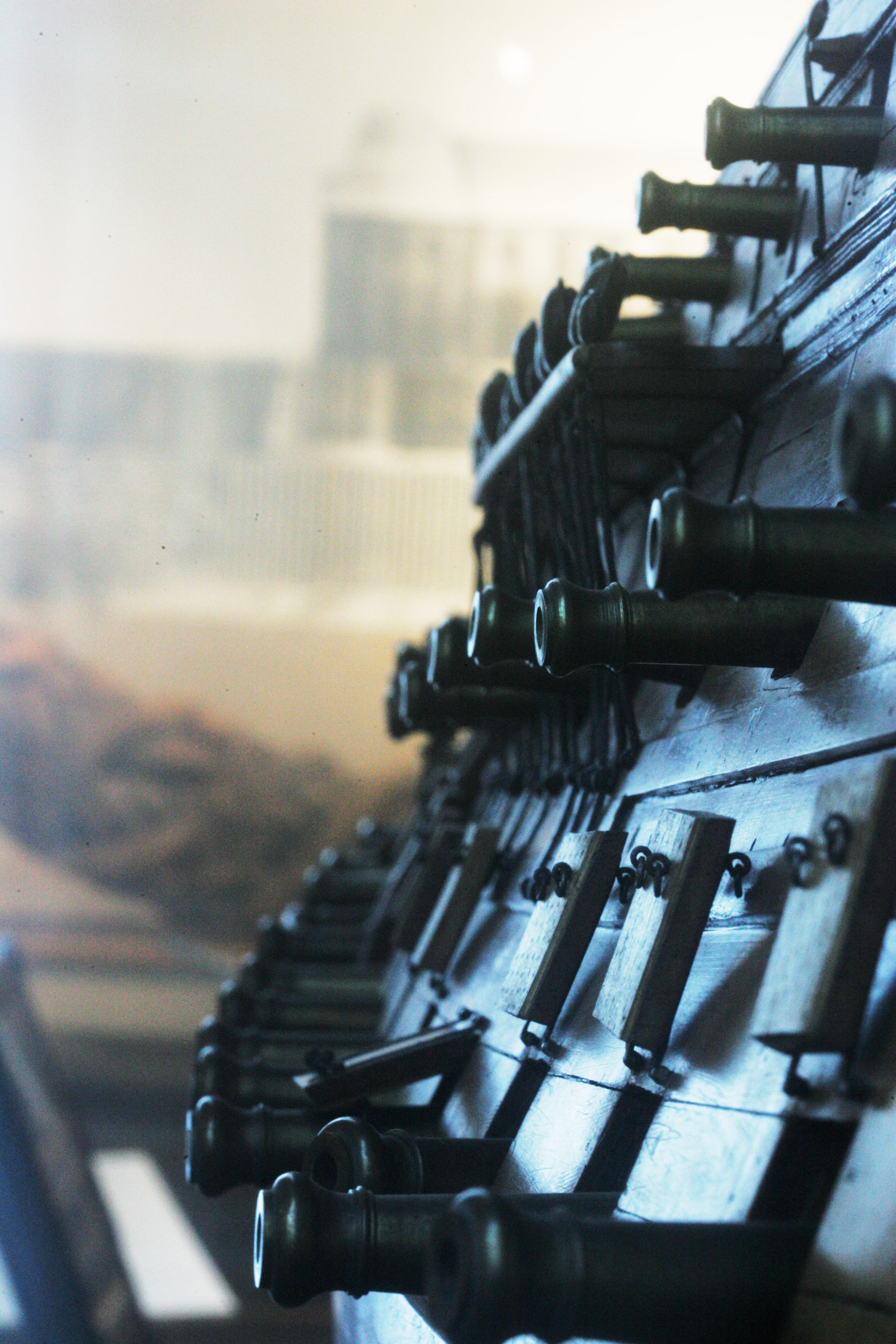
يُظهر نموذج لسفينة فرنسية ذات 74 مدفعًا من عام 1755 أن هيكلها يضيق مع الإرتفاع للسطح العلوي

في الهندسة المعمارية البحرية، يكون للسفينة بدن منزل متقلب عندما تصبح أضيق مع ارتفاع فوق خط الماء، أي أن بطنها أكبر من أعلاها. عكس الأنبثاق هو تحدب السقن ويعتبر وجود نسبة صغيرة من المنحدرات أمرًا طبيعيًا في العديد من التصميمات للسماح لأي نتوءات صغيرة على مستوى سطح السفينة من عدم الألتصاق برصيف الميناء.
.

## الأصول
كان الانبثاق شائعًا على السفن الحربية الخشبية لعدة قرون. في عصر السفن القتالية ذات المجاديف، كان الأمر شائعًا جدًا، حيث يتم وضع المجذاف في أقصى موضع ممكن. وقد أدى هذا أيضًا إلى زيادة صعوبة الصعود بالقوة، حيث كانت السفن تتلامس في أوسع نقاطها، مع تباعد الأسطح عن بعضها البعض. أدى تضييق الهيكل فوق هذه النقطة إلى جعل القارب أكثر استقرارًا عن طريق تقليل الوزن فوق خط الماء، وهو أحد الأسباب التي ظلت شائعة خو زادت الجوانب المنحدرة للسفينة ذات المنحدرات الشديدة (45 درجة أو أكثر) من السماكة للبدن مقابل إطلاق النار ذي المسار الأفقي المسطح وزادت من احتمال أن تصطدم قذيفة ببدن السفينة وهي تناور.

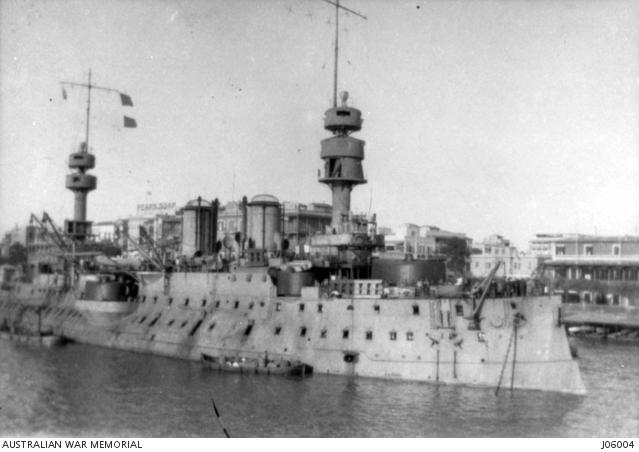
البارجة الفرنسية Jauréguiberry عام 1891، تظهر بعض االإنبثاق

في أوائل ثمانينيات القرن التاسع عشر كانت السفن الحربية الفولاذية شديدة الأنبثاق . عملت فرنسا لتغير التصميم بشكل خاص، ودعت إلى تقليل وزن السطح العلوي، فضلاً عن جعل السفينة أكثر ملاءمة للإبحار وإنشاء حد أكبر للجوء الطافي . باعت فرنسا بارجتها الحربية التي شيدت حديثًا بوارج ما قبل المدرعات Tsesarevich إلى البحرية الإمبراطورية الروسية 
و أثبتت الكفاءة في الحرب الروسية اليابانية وخصوصا للملاحة لمسافات طويلة.

## تصاميم السفن الحربية الحديثة

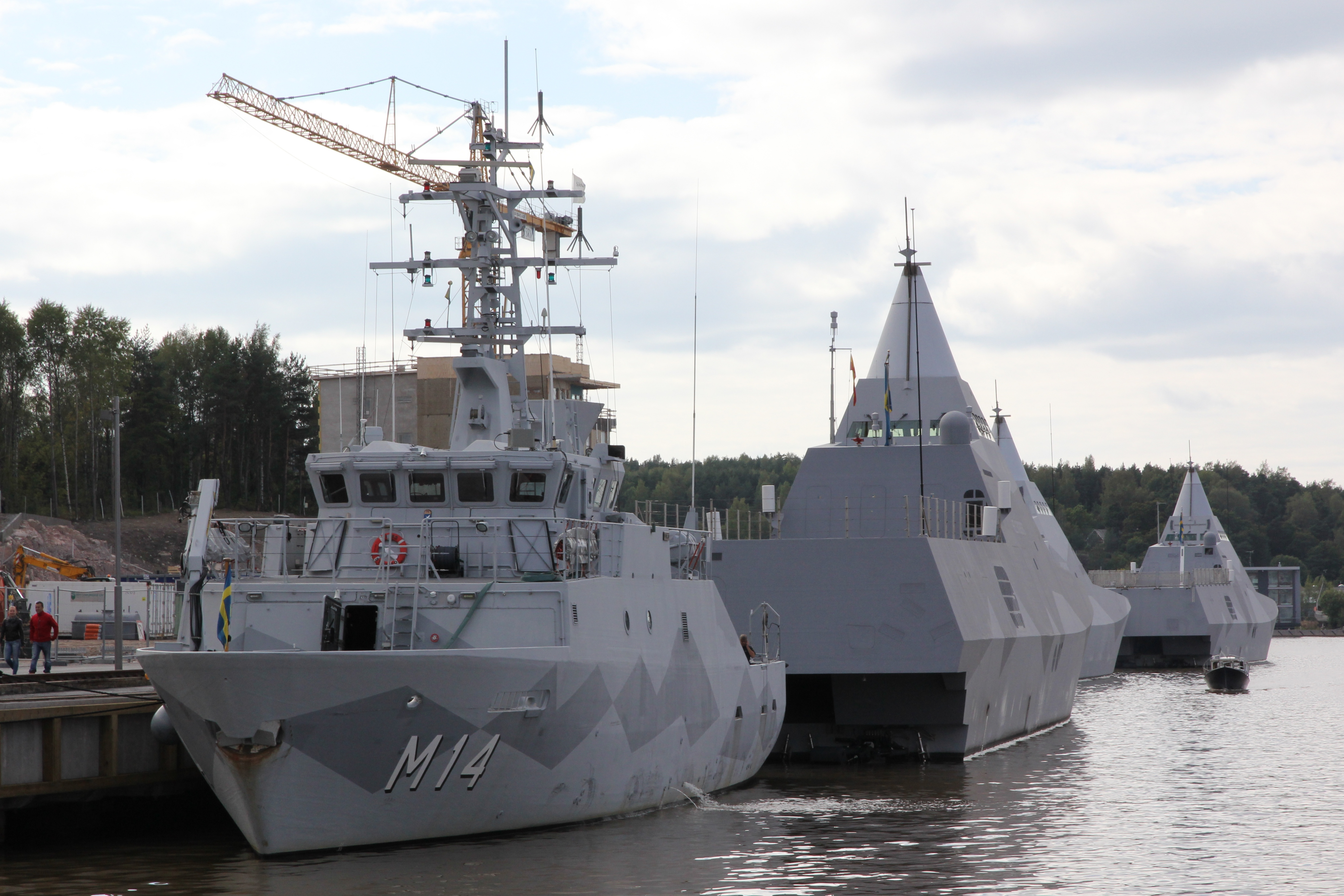
مقارنة بين الهيكل التقليدي وكورفيت فئة فيسبي

تم استخدام الأنبثاق في عديد من مشاريع السفن الحديثة. وينتج شكلا لهيكل مع اختيار مواد لخفض انعكاس الرادار، والذي يؤدي جنبًا إلى جنب مع إجراءات التخفي الأخري ( تقليل الصوت والحرارة وما إلى ذلك) إلى جعل السفن شبحية . هذا الشكر ذو الأوجه الحادة هو تطبيق شائع لمبادئ الطائرات الشبح . المدمرة من فئة زوموالت التابعة للبحرية الأمريكية هي أفضل مثال علي ذلك.
نظرًا لمخاوف الاستقرار، فإن معظم السفن الحربية ذات الهياكل الخارقة للأمواج تجمع بين الانبثاق والتصميمات متعددة الهياكل، مثل الزوارق تايب 22

## في تصميم القارب الضيق
الانبثاق للبنية الفوقية للزورق الضيق (من حواف القارب إلى السقف) يشير إلي العلو المتدرج. المنحدرات تعد أحد خيارات التصميم الرئيسية في تصاميم السفن، لأن الجزء الأوسع من القارب نادرًا ما يزيد عرضه عن سبعة أقدام، لذلك حتى التغيير البسيط في منحدر جوانب المقصورة يحدث فرقًا كبيرًا في " عرض كامل المقصورة الداخلية.

## في تصميم السيارات

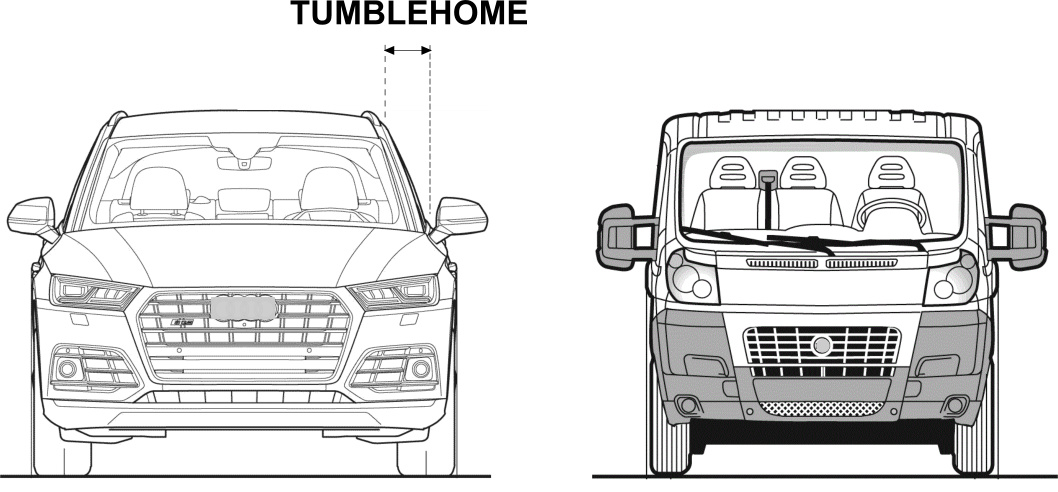
يختلف الانبثاق بين سيارات الركاب والمركبات التجارية

يُطلق على الانبثاق فوق خط المنتصف اسم المنحدر. مثال على سيارة بها انبثاق متقطع واضح هو لامبورغيني كونتاش ومعروف أيضًا في تصميم جسم الباصات.

## في تصميم القطارات

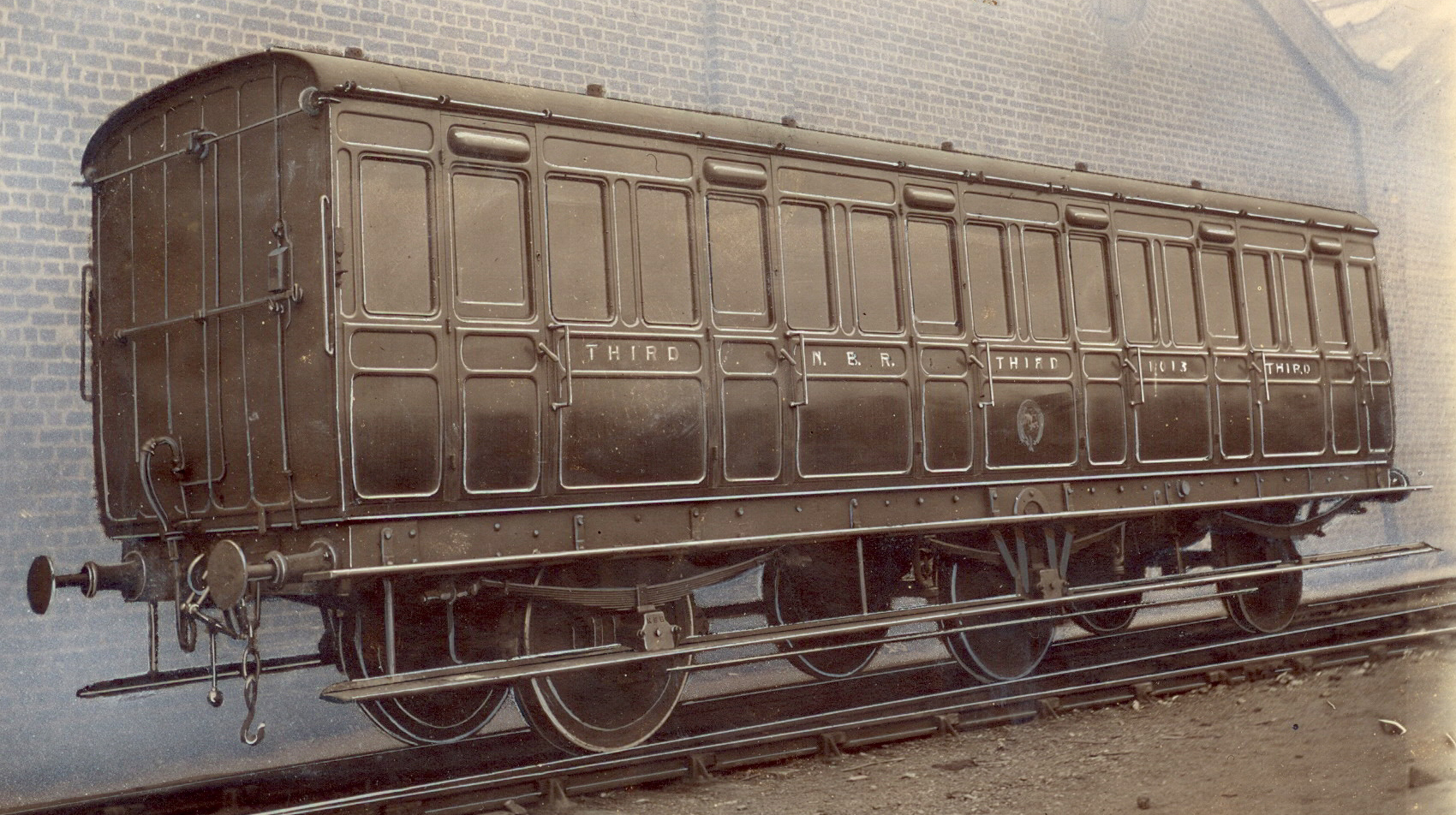
يمكن رؤية الانبثاق حيث يتصل جسم العربة بالإطار السفلي في هذه الصورة لعربة من الدرجة الثالثة للسكك الحديدية البريطانية الشمالية من حوالي عام 1900

يُطلق على الأجزاء المنحنية داخليًا لعربات ركاب السكك الحديدية عند النقطة التي تنضم فيها جوانب النقل إلى الإطارات السفلية أيضًا اسم الانبثاق المائل.الانبثاق كان سائدًا بشكل خاص في بريطانيا وأيرلندا (أو على القطارات الحديدية المتأثرة بالمهندسين البريطانيين ) في القرن التاسع عشر وعصر «الهيكل الخشبي» وفي أوائل القرن العشرين. لا يزال الانبثاق سمة من سمات عربات السكك الحديدية في بريطانيا ويمكن رؤيته في معظم التصميمات الحديثة لمعدات عربات الركاب.